# Out o' Luck
Out o' Luck è un cortometraggio muto del 1921 diretto da Hoot Gibson.

## Produzione
Il film fu prodotto dall'Universal Film Manufacturing Company.

## Distribuzione
Distribuito dall'Universal Film Manufacturing Company, il film - un cortometraggio di una ventina di minuti - uscì nelle sale cinematografiche statunitensi il 19 febbraio 1921.